# Traduccions de la bíblia al català
Ja a principis del segle XIII tenim constància de la traducció d'almenys alguns passatges de la Bíblia al català. Però la primera traducció de la Bíblia sencera al català va començar el 1287, quan Alfons III d'Aragó va patrocinar la Bíblia de Montjuïc, una traducció al català d'una versió francesa feta pel seu conseller Jaume Montjuïch, amb l'ajuda de l'escrivà Berenguer de Fullit.
Durant el segle XIV també hi ha constància de bíblies en català, tot i que no sabem res dels traductors ni si es tractava d'una mateixa versió o diferents. El rei Jaume II en va fer servir una el 1319 i Pere III en va demanar dues per llegir-les, una el 1339 i l'altra el 1351. L'infant Joan el Caçador en tenia almenys dues, i, segons un inventari barceloní de l'any 1353, un apotecari en tenia una com a propietat seva.
La Bíblia Valenciana de Bonifaci Ferrer es va començar a traduir al començament del segle xv. Va ser revisada per l'inquisidor Jaume Borrell i impresa a València el 1478, i es va ser reeditada parcialment el 1515. Tots els seus exemplars semblen haver estat destruïts per la Inquisició, menys un full que es conserva a la Hispanic Society de Nova York.
La primera Bíblia moderna traduïda sencera al català seria la Bíblia de Montserrat o Versió dels Monjos de Montserrat, impresa el 1970 i publicada digitalment el 2009. El 1993 apareix la Bíblia Catalana Interconfessional (BCI), impulsada per l'Associació Bíblica de Catalunya, l'Editorial Claret i les Societats Bíbliques Unides.
La darrera traducció al català de la Bíblia seria la Traducció del Nou Món dels Testimonis de Jehovà, publicada de forma impresa i digital el 2022. És la traducció més moderna i completa, amb referències, notes a peu de pàgina, glossaris, apèndixs, mapes i cronologies.